# Les Vignes du Seigneur (film, 1932)
Pour les articles homonymes, voir Les Vignes du Seigneur (homonymie).
Pour plus de détails, voir Fiche technique et Distribution.
Les Vignes du seigneur est un film français réalisé par René Hervil, sorti en 1932. Il s'agit de l'adaptation de la pièce de Francis de Croisset et de Robert de Flers.

## Synopsis
Henri Lévrier s'est expatrié pour oublier Gisèle dont il est secrètement amoureux. De retour en France, il est accueilli par la famille de Gisèle, son mari, le comte Hubert de Karadec, et sa mère. Ce retour coïncide avec celui d'Yvonne, la fille de Gisèle, qui rentre d'Angleterre où elle poursuivait ses études.
Henri s'est guéri durant son exil de son penchant pour l'alcool et la mère de Gisèle conçoit le projet de lui faire épouser sa petite-fille, Yvonne. Celle-ci est accompagnée d'un jeune britannique qui ne parle pas un mot de français, mais apprendra bientôt. 
Henri avoue à Gisèle qu'il s'est expatrié par amour et une idylle se noue entre eux. Celle-ci rend Henri tout à la fois heureux et terriblement angoissé à l'idée que son ami et mari de Gisèle, Hubert de Karadec, l'apprenne. Il prend mille précautions et invente une liaison imaginaire pour détourner d'éventuels soupçons. Tant et si bien que le romanesque de toutes ces manœuvres séduit la jeune Yvonne. Une rechute d'Henri dans l'alcool met un terme à la liaison avec Gisèle, tandis qu'un autre sentiment apparaît ...

## Fiche technique
- Réalisation : René Hervil
- Scénario : Pierre Maudru, d'après la pièce de théâtre de Francis de Croisset et Robert de Flers
- Dialogue : Francis de Croisset[1]
- Décors : Jean d'Eaubonne
- Photographie : Paul Cotteret
- Musique : Louis Masson
- Lieu de tournage : Le Vésinet[2] (Yvelines)
- Société de production et de distribution : Les Établissements Jacques Haïk (Paris)
- Pays de production :  France
- Format : Noir et blanc - 1,37:1 - 35 mm - son mono
- Genre : Comédie
- Durée : 90 minutes
- Date de sortie :
  - France - 20 septembre 1932
- Affiche : Germaine Marx (France)

## Distribution
- Victor Boucher : Henri Levrier
- Simone Cerdan : Gisèle de Karadec
- Mady Berry : Mme Bourjeon, mère de Gisèle
- Jean Dax : Hubert Martin de Karadec
- Victor Garland :  Jack
- Jacqueline Made : Yvonne Bourjeon
- Maximilienne : Tante Aline
- Léon Malavier : Jean, le majordome